# Округ Бароу (Џорџија)
Бароу (енгл. Barrow County) је округ у америчкој савезној држави Џорџија.

## Демографија
По попису из 2010. године број становника је 69.367, што је 23.223 (50,3%) становника више него 2000. године.
| Група             | 2000.          | 2010.          |
| Белци             | 38.543 (83,5%) | 51.736 (74,6%) |
| Афроамериканци    | 4.483 (9,7%)   | 7.889 (11,4%)  |
| Азијати           | 1.014 (2,2%)   | 2.382 (3,4%)   |
| Хиспаноамериканци | 1.460 (3,2%)   | 6.037 (8,7%)   |
| Укупно            | 46.144         | 69.367         |